# بي بي أرنولد
بي بي أرنولد (بالإنجليزية: P. P. Arnold)‏ هي مغنية وموسيقية أمريكية، ولدت في 3 أكتوبر 1946 في لوس أنجلوس في الولايات المتحدة.

## وصلات خارجية
- الموقع الرسمي
- بي بي أرنولد على موقع IMDb (الإنجليزية)
- بي بي أرنولد على موقع ميوزك برينز (الإنجليزية)
- بي بي أرنولد على موقع إن إن دي بي (الإنجليزية)
- بي بي أرنولد على موقع أول ميوزيك (الإنجليزية)
- بي بي أرنولد على موقع أول ميوزيك (الإنجليزية)
- بي بي أرنولد على موقع ديسكوغز (الإنجليزية)
- بي بي أرنولد على موقع قاعدة بيانات الفيلم (الإنجليزية)